# Douglas Tompkins
Douglas Rainsford Tompkins (Conneaut,  20 de março de 1943 – Coyhaique, 8 de dezembro de 2015) foi um empresário, filantropo e conservacionista estadunidense, fundador das empresas The North Face, especializada em equipamentos de camping e roupas esportivas, e Esprit, uma marca de roupas.
Tompkins criou a North Face em 1964, vendendo-a em 1969. Em 1968, criou a Esprit, vendendo em 1989. Em 1990, abandonou todas as suas atividades empresarias para dedicar-se ao conservacionismo, fixando residência no Chile e criando uma fundação e parques ambientais dedicados a preservação da biodiversidade e da vida silvestre da Patagônia.
Aventureiro e praticante de esportes radicais, morreu de hipotermia quando seu caiaque virou e ficou muito tempo nas águas frias do Lago Carrera.